# Allocosa pistia
Allocosa pistia là một loài nhện trong họ wolfspinnen (Lycosidae).
Loài này thuộc chi Allocosa. Allocosa pistia được Embrik Strand miêu tả năm 1913.